# Naiman Qi
Naiman Qi (chorągiew Naiman; chiń.: 奈曼旗; pinyin: Nàimàn Qí) – chorągiew w północno-wschodnich Chinach, w regionie autonomicznym Mongolia Wewnętrzna, w prefekturze miejskiej Tongliao. W 1999 roku liczyła 421 968 mieszkańców.